# Wilhelm IV. (Holland)
Wilhelm, genannt der Kühne, (* um 1318; † 26. September 1345 bei Stavoren) war als Wilhelm IV. Graf von Holland und Zeeland, sowie als Wilhelm II. Graf von Hennegau aus dem Haus Avesnes.

## Leben
Wilhelm IV. war der älteste Sohn und Erbe des Grafen Wilhelm III. von Holland und der Johanna von Valois. Beim Tod seines Vaters, 1337, trat er dessen Nachfolge an.
Er verbündete sich mit seinem Schwager König Eduard III. von England im beginnenden Hundertjährigen Krieg gegen Frankreich. Trotz des Drängens auch seines anderen Schwagers Kaiser Ludwigs IV. zog Wilhelm aber nicht gegen Frankreich ins Feld. Eduard zog daraufhin plündernd durch die Grafschaft Hennegau, woraufhin sich Wilhelm mit König Philipp VI. von Frankreich verbündete. Auch dieses Bündnis hielt nicht lange; nachdem die Engländer 1340 in der Seeschlacht von Sluis die französische Flotte vernichtet hatten, wechselte Wilhelm wieder auf die Seite Eduards.
Dreimal nahm Wilhelm an Preußenfahrten des Deutschen Ordens gegen die heidnischen Preußen und Litauer teil und unternahm auch eine Pilgerreise ins Heilige Land. Zur Finanzierung dieser Reisen gewährte er viele Privilegien, insbesondere den Vertretern der Städte. Die Städte wuchsen während seiner Regierungszeit zu bedeutenden Machtfaktoren heran. Am 7. Juni 1340 verlieh er Rotterdam Stadtrecht.
Er setzte sich ab 1340 für die Ernennung von Johann IV. von Arkel zum Bischof von Utrecht ein, die 1342 schließlich erfolgte. Dennoch kam es 1345 zum Konflikt zwischen Johann und Wilhelm. Wilhelm ließ daraufhin acht Wochen lang Utrecht belagern und zwang Johann einen dreijährigen Waffenstillstand zu seinen Bedingungen auf.
1345 zog er zusammen mit seinem Onkel, Johann von Beaumont († 1356), Graf von Soissons, gegen aufständische Friesen. Bei Stavoren gerieten sie am 26. September 1345 in sumpfigem Terrain in einen Hinterhalt der Friesen, die folgende sogenannte Schlacht von Warns endete mit einer Niederlage der Holländer. Wilhelm wurde in der Schlacht getötet.
Ab 1334 war er mit Johanna (* 1322; † 1406), der Erbtochter des Herzogs Johann III. von Brabant, verheiratet. Ihr gemeinsamer Sohn Wilhelm verstarb allerdings noch im Kindesalter. Außerdem hatte Wilhelm wohl zwei uneheliche Söhne namens Adam von Berwaerde und Johann von Vlissingen.
Da Wilhelm bei seinem Tod keinen legitimen Nachwuchs hinterließ, beerbte ihn seine älteste Schwester Margarethe (1310–1356) und deren Ehemann Kaiser Ludwig IV.
Seine Witwe heiratete nach seinem Tod in zweiter Ehe Wenzel von Böhmen, den späteren Herzog von Luxemburg.